# Киперченский район
Киперче́нский райо́н (молд. raionul Chiperceni, молд. районул Киперчень) — административно-территориальная единица Молдавской ССР, существовавшая с 11 ноября 1940 года по 9 января 1956 года.

## История
Как и большинство районов Молдавской ССР, образован 11 ноября 1940 года, центр — село Киперчены. До 16 октября 1949 года находился в составе Оргеевского уезда, после упразднения уездного деления перешёл в непосредственное республиканское подчинение.
С 31 января 1952 года по 15 июня 1953 года район входил в состав Кишинёвского округа, после упразднения окружного деления вновь перешёл в непосредственное республиканское подчинение.
9 января 1956 года Киперченский район был ликвидирован и разделён примерно поровну между Оргеевским и Резинским районами.

## Административное деление
По состоянию на 1 января 1955 года Киперченский район состоял из 10 сельсоветов: Биештский, Бушовский, Городиштский, Киперченский, Киштельницкий, Кокорозенский, Куйзовский, Курленский, Лаловский и Погребенский.